# Eupithecia planipennis
Eupithecia planipennis là một loài bướm đêm trong họ Geometridae.